# Palazzo Strozzi

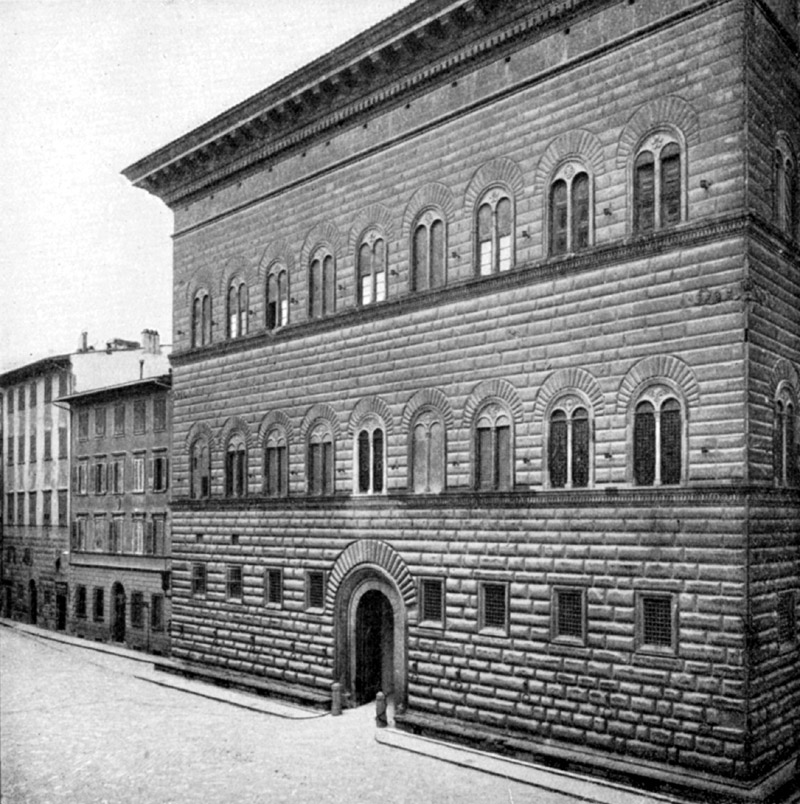
Palazzo Strozzi

Palazzo Strozzi – florencki, renesansowy pałac zaprojektowany przez Benedetta da Maiano i wybudowany w latach 1489–1538 na polecenie bankiera Filippa Strozziego Starszego z patrycjuszowskiej rodziny Strozzich.

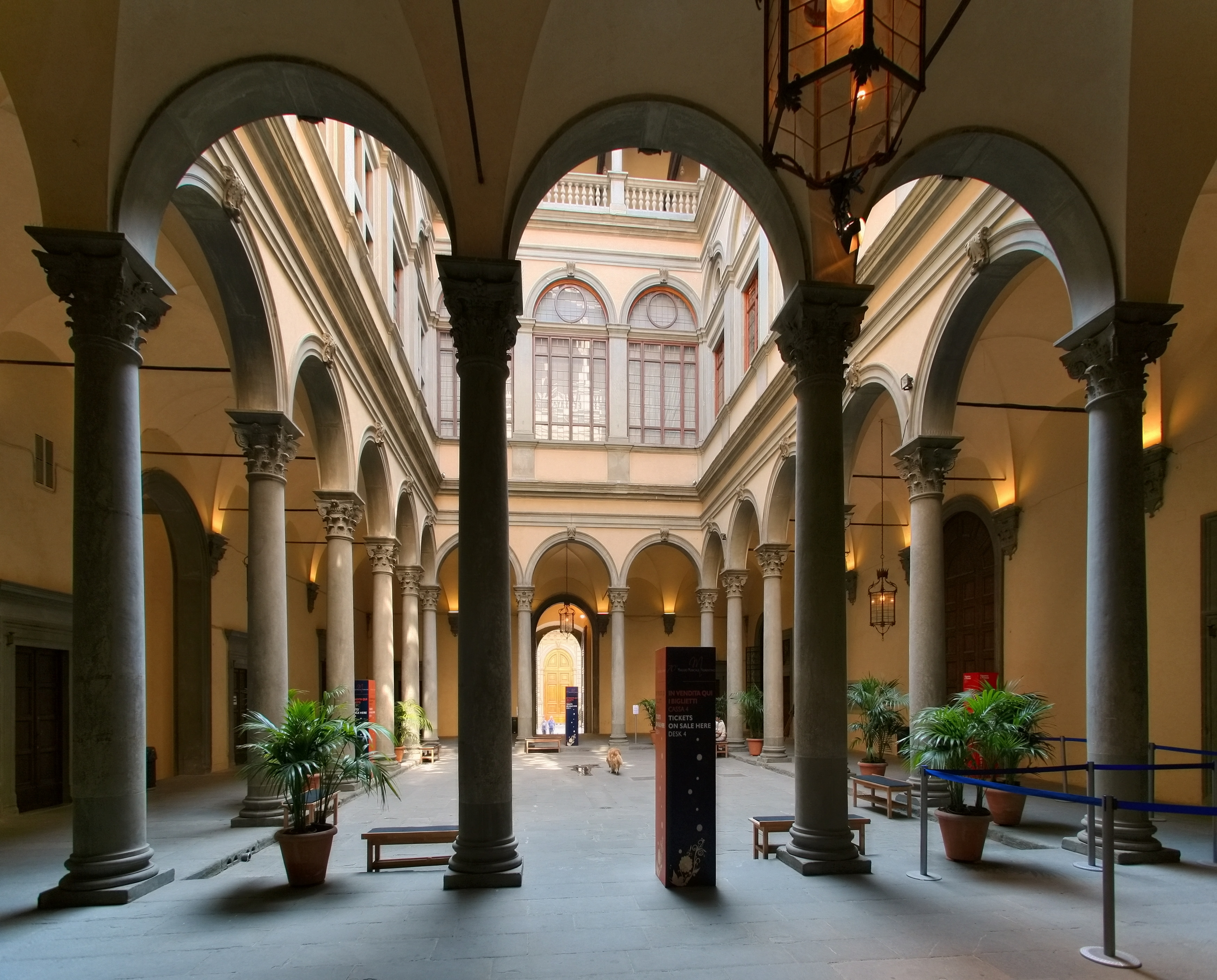
Palazzo Strozzi

W dolnej części elewacji znajduje się portal zamknięty szerokim łukiem, po jego bokach rząd prostokątnych okien. Wyżej, pomieszczenia dwóch pięter oświetlają dwudzielne okna w górnej części zamknięte łukami. Budynek wieńczy podwójny, ząbkowany gzyms zaprojektowany przez Simona del Pollaiolo, zwanym Il Cronaca. Płaszczyzny kamiennej, rustykalnej elewacji zdobi boniowanie.
Przez portal i znajdującą się za nim sień wchodzi się na prostokątny, wewnętrzny dziedziniec otoczony krużgankami usytuowanymi w trzech poziomach. Stanowią one układ komunikacyjny umożliwiającymi dostęp do poszczególnych pomieszczeń. Loggie pięter są zamknięte oknami.